# Conrado Domínguez
Conrado Domínguez Rodríguez, pintor mexicano, nació en el año de 1950 en San Luis Potosí. Experto en técnicas mixtas e investigador de técnicas y materiales en las artes plásticas, ha incursionado en diversos campos de la creación artística, tales como la pintura, la escultura, el grabado y la cerámica. 

## Estudios realizados
Desde los nueve años de edad destacó por su creatividad y amor al arte, ganando el primer lugar en el Concurso de Dibujo de su ciudad natal, obteniendo así una beca del Instituto Potosino de Bellas Artes. En 1963 asistió al taller de pintura y escultura La capilla; en 1965 ingresó a la Escuela Nacional de Artes Plásticas; en 1968 estudió grabado en el Taller de Gráfica Popular; en 1971 grabado en metal con el maestro Pal Anderson; en 1972 ejecutó un contrato para cinco murales en la carretera federal México Toluca; en 1973 inició el aprendizaje de las técnicas del tapiz en la Unidad Independencia del IMSS; en 1975 recibe una beca del Gobierno Francés por tres años para estudiar en la Ecole Superieur des Arts Decoratifs, Atelier Rohner y grabado en el Atelier 17 de Stanley William Hayter (estudio por donde también pasaron Pablo Picasso y Francisco Toledo). En 1978, al término de su estadía en París, realizó un viaje de estudios por países europeos, visitando museos y galerías, consciente que nada puede ampliar más el panorama de un joven artista, que el conocimiento de la obra de los grandes maestros de todas las épocas. De regreso a México, inicia en 1979 estudios de cerámica en la Unidad Independencia del IMSS. Desde 1980 se ha dedicado a estudiar sobre técnicas y materiales, investigación que le ha permitido desarrollar técnicas mixtas a base de arenas naturales.

## Su obra
Conrado Domínguez utiliza lo conceptual para hacer llegar a su público lo que más le interesa: las emociones, las cuales quedan expuestas en su arte. No se basa en lo ya hecho, sino que busca organizar los elementos de su obra conforme esta lo demande, pues cada uno debe encontrar su lugar y ambiente dentro del universo del cuadro. Buscas nuevas estructuras que no proyecten rigidez sino flexibilidad, llenas de líneas antropomórficas y orgánicas, en contraste con la frialdad de las formas geométricas.
Domínguez logra hacer una metáfora entre aquello que dicta el orden y el rigor, frente a contenidos de problemática existencial a los que convierte en tonos, colores y volúmenes. 
Las leyes de la naturaleza se suspenden cuando Domínguez las somete a sus fantasías sexuales donde su ambición da la pauta para reorganizarlas desde el punto de vista del arte.
El artista establece un orden desorganizado que expresa la presencia de lo actual. Fiel a lo moderno y decadente, busca sus raíces en lo perverso y es así como llega a la necesidad de las texturas, donde la figura femenina traidora se ubica en el vicio. A esa soledad del ser la acompaña el eterno oportunista de la humanidad: el sol.
Domínguez muestra un sol que evoca y remite a la constante del eterno retorno, es ahí donde su obra es metafórica e incita a la reflexión. 
Hombres y mujeres recortados en el escenario de las texturas, surgen de las arenas y el barro frente a los fósiles que, como mudos testigos, verifican la presencia de los entes, convirtiéndose en seres de formas sofisticadas, que anuncian y proclaman lo actual en este siglo.
El artista utiliza elementos comunes que permiten un descanso visual, referentes universales que el espectador puede interpretar pues los conoce de antemano para no perderse en el mensaje de la obra.
Cornado Domínguez dicta los eternos retornos donde lo circular permanece y las estructuras llevan a lo mismo, la destrucción de la honradez.

## Sus murales
La historia del muralismo mexicano es producto de la diversidad. Desde sus inicios en la década de los años veinte del siglo pasado, se distinguió por su carácter social y político; surge del fulgor de la revolución: es su producto. El entonces secretario de educación José Vasconcelos Calderón, promulgó “…un verdadero pacto de los intelectuales con la revolución, al servicio de una reforma cultural”; como resultado, reconocidos artistas —entre los que destacan Diego Rivera, José Clemente Orozco y David Alfaro Siqueiros— se avocaron a las escuelas, museos, hoteles, entre otros espacios públicos, en pos de la construcción de mitos y símbolos capaces de transformar a la sociedad, para identificar y reconocer “la mexicanidad de los mexicanos” . 
Esta búsqueda de la identidad nacional se mantuvo durante los años treinta en el gobierno de Lázaro Cárdenas; sin embargo, sólo hasta los años cuarenta y cincuenta, el movimiento muralista se enriqueció con una nueva tendencia denominada “integración plástica”. Ejemplo de este tipo de proyectos es la construcción de la Ciudad Universitaria en el Distrito Federal, en la que —a partir de la arquitectura, escultura y pintura— se buscó imprimir a los edificios una mayor fuerza expresiva, al mismo tiempo que se reivindicaba los valores mexicanos. Prueba de ello es el uso de materiales de origen nacional y la “incorporación de soluciones formales relacionadas con los antecedentes prehispánicos” . 
Esta tendencia propició el desarrollo de la escultura monumental urbana en los años sesenta, en la que el espacio al aire libre “comenzó a ser visto más conscientemente como una unidad en la cual podrían participar objetos, señales y símbolos”. Mención especial de este tipo de obras, son los murales realizados por Manuel Felguerez; proyectos que en la opinión de Alfonso de Neuvillate, introdujeron nuevos elementos al muralismo ya que combinaron perfectamente la escultura a la arquitectura.
En el siglo XXI, aunque han surgido muralistas no tan representativos en las crónicas artísticas nacionales e internacionales, se continúa con el fenómeno de apropiación de los espacios públicos y al igual que sus predecesores, se pintan “murales-textos” en palacios municipales, hospitales, escuelas y mercados. Sin embargo, a diferencia de este tipo de propuestas didácticas, surge otro tipo de muralismo en el que más allá de la transmisión de mensajes educativos y/o políticos, se suscita sobre todo la emoción en el espectador. Prueba de ello son los murales de Conrado Domínguez.
Con más de cuatro años de trayectoria en las artes plásticas, este artista ha creado y desarrollado murales a partir de la abstracción de colores, imágenes y conceptos. Desde la incorporación de diversos componentes tales como elementos naturales (polvos y arenas de mar), formas y volúmenes en tercera dimensión (esculto-relieve) y materiales diversos (madera, plástico y metal), estas obras buscan producir un interés expectante que ineludiblemente alude a la iconografía del sol.

## Iconografía del sol
Respecto a la obra de Conrado Domínguez, Carlos Fuentes escribió
"La iconografía del sol es rara, como si en la pintura -igual que en la naturaleza- su luz pudiese incendiar nuestras miradas. La luz melliza y servil de la luna puede verse con los ojos abiertos y es parte tradicional del decorado romántico y del sueño realista. Pocos, en cambio, se atreven a mirar de frente al sol. La luz del sol ilumina los espacios, se filtra por las ventanas, luz de Fra Angélico o luz de Vermeer; a veces, raramente, suena una hora, se atreve a marcar un instante del tiempo. SóloVan Gogh mira de frente al sol mismo, como si necesitse recuperar toda la vista, aún con peligro de quedarse ciego, al salir de los túneles de carbón del Borinage. Pero en todos estos casos, el sol es espacio, inclusive tiempo del espacio o espacio del tiempo. Conrado Domínguez, hijo del sol, no hace sino retratar al sol, pero a un sol que es puro tiempo o tiempo puro. Tal es, acaso, la diferencia más profunda entre las concepciones occidental e indoamericana del mundo. El descubrimiento y la conquista de América culminan e ilustran el hambre de espacio del viejo mundo europeo, su invasión y apropiación de las tierras que se regían, alucinadamente, por el goteo solar de los calendarios. Un tiempo hierático y circular invadido por la pasión territorial. El extraño drama de la pasión hispano-indígena es retratado por Conrado Domínguez mediante la decisión de mirar sin parpadeos a un sol que es puro tiempo, tiempo del origen, alba de la historia, astro que nos permite imaginar la duración del hombre en la tierra más que la posesión de la tierra por el hombre. En una brillante página dedicada a Moby Dick de Melville, D.H. Lawrence descubre a la pareja fatal de esa gran novela sobre la persecución de lo que nos es ajeno. El Capitán Ajab, el fanático puritano del norte, camina ciego hacia el desastre, tomando de la mano del niño salvaje Pip, el inocente hijo del sol por cuya voz se escuchan las verdades que el mundo pragmático, industrial, del progreso ajeno a la creación humana del tiempo pero ávido de destruir los espacios naturales o humanos, ignora. La pintura de Conrado Domínguez es como la voz de Pip, la voz de Calibán, la voz de todos los inocentes hijos del sol que se atreven a mirarlo de cara aún a costa de la ceguera para recordarnos que hay otros tiempos, que los calendarios del mundo no se agotan en los relojes de occidente y que la multiplicidad de los tiempos humanos es la más segura garantía de la supervivencia de los hombres mismos. Al morir el tiempo lineal del Occidente, los hombres contarán con otros soles sepultados por la historia pero que, como la semilla, sólo han muerto para mejor otorgar sus frutos. La antigua sabiduría mexicana no hablaba de un solo sol, sino de cinco, capaces de iluminar cinco tiempos distintos. Estos soles múltiples, voraces, variados, son los que Conrado Domínguez pinta y nos hace ver"